# 中华民国军政府闽都督府
中华民国军政府闽都督府（1911年11月11日—1912年7月12日），又称福建都督府、福建军政府，是辛亥革命后于福建短暂存在的一个政权。都督为孙道仁。

## 历史
清宣统三年九月十一（1911年11月1日），福建革命党人开始筹划组建军政府，计划推举福建提督孙道仁为都督，中国同盟会成员彭寿松为参事会会长。福宁、泉州、漳州、兴化等府、县先后归附。九月十六（11月6日），彭寿松往台江会见孙道仁，孙道仁决定率部反正。九月十八（11月8日）晚，孙道仁率福建新军（陆军暂编第十镇）起义。九月十九（11月9日），闽浙总督松寿吞金自尽。九月二十（11月10日），福州将军朴寿被革命军毙于于山观音阁丹井旁，旗兵全部向革命军投降，福州光复，福建独立。九月廿一（11月11日），中华民国军政府闽都督府成立。九月廿三（11月13日），孙道仁正式就任都督，郑祖荫代表同盟会授予孙道仁“中华军政府闽都督之印”。十一月初三（12月22日），孙道仁等人致电陈其美，主张废除共和。孙道仁任都督后，发布一系列政令，其中有一条是“不发纸币，维持金融稳定”，为此发行“福建通宝”。

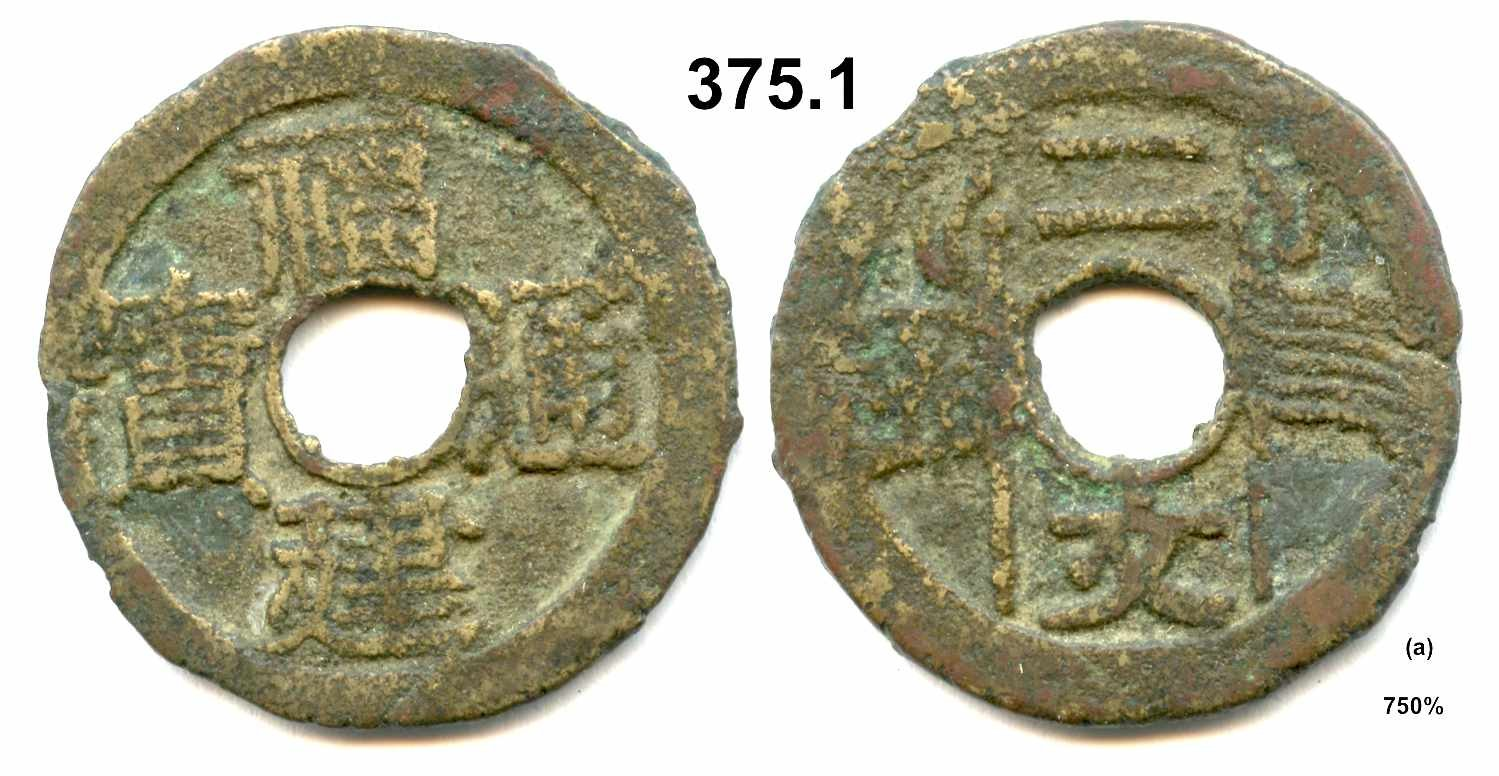
福建通宝

1912年（民国元年）1月2日，南京临时政府通令各省纪年一律改用阳历，福建省奉令执行。7月12日，大总统袁世凯正式任命孙道仁为福建都督，同时改组中华民国军政府闽都督府。

## 编制
根据起义后制定的福建《都督府大纲》的规定，都督府以都督为首长，都督府置政务院、参谋部、司令部，属官有参议官、秘书官、参事官等。政务院由临时总长一人、副长二人和各部部长组成。政务院分设八部：即民政部（分地方科、土木科、卫生科、实业科）、外交部（院议决定暂不分科）、财政部（分会计科、税榷科、田赋科、理财科、公债科、盐政处）、军务部（分军事科、人事科、军需科、经理科、执法科、医务科）、司法部（分总务科、民刑科、典狱科）、教育部（分专门科、普通科）、交通部（分邮政科、电政科、航业科、路政科）、警务部（分司法科、行政科、消防科、侦探科）。政务院并有直辖局，计有叙官局、法制局、印铸局、统计局，每局设局长、副局长各一人；还有《都督府大纲》中未列入的船政、公债二局。船政局亦置正副局长，公债局唯设总理一人。参谋部设部长、副部长，分置外事、运筹、调查、测绘四科。司令部有总长一人，《都督府大纲》中未规定其编制。
南京临时政府成立后，福建都督府曾呈送根据《都督府大纲》的编制（都督府主要职官的请委名单见《临时政府公报》第五、六两号），旋内务部认为“共组织名称显然于国内独立成一政府，”临时大总统孫中山即据此命令公报局声明取消（见《临时政府公报》第十号）。此时福建都督府的请委名单没有被批准，是由于临时政府不同意这种类似中央政府的都督府组织法规。